# Giovanni Angelo Ossoli
Giovanni Angelo Ossoli (Roma, 17 gennaio 1821 – New York, 19 luglio 1850) è stato un patriota italiano.
Figlio di Filippo Ossoli e di Maria Anna Cleter, discendente della casata dei marchesi Ossoli, una famiglia proveniente dalla Lombardia e stabilitasi a Roma nel 1500, e che in seguito acquistò il feudo di Pietraforte.
Bello, alto, di scarsa cultura ma di ideali mazziniani, nel 1847 incontra la giornalista e scrittrice statunitense Margaret Fuller, con la quale formerà una solida unione, anche allietata dalla nascita del figlio Angelo Eugenio Filippo, avvenuta a Rieti il 5 settembre 1848.
Allo scoppio della rivolta che porterà alla Repubblica Romana, Giovanni Angelo Ossoli è sergente della Guardia Civica, la quale ai primi del 1849 è mobilizzata. È arruolato nella 2ª Compagnia del 1º Battaglione e combatterà sulle mura vaticane a difesa dell'Urbe dalle truppe assedianti del generale Oudinot guadagnandosi sul campo il grado di capitano.
Dopo la caduta della città, accorre a Rieti con la moglie per riprendere il figlio lasciato lì a balia, quindi si rifugia a Firenze per poi imbarcarsi a maggio del 1850 da Livorno alla volta di New York. Tutta la famiglia perirà nel naufragio della nave incagliatasi nelle secche di Fire Island, vicino a Long Island. Solo il corpo del bambino sarà recuperato.